# مارياتشي
المارياتشي هي اسلوب موسيقي مكسيكية، يعرف أيضا باسم مارياتشي التقليدية والمارياتشي الحديثة، أضافت منظومة اليونسكو في نوفمبر 2011 المارياتشي الي قائمة التراث والثقافة الإنسانية.
المرياتشي لها مظهرين: ما يسمى التقليديةالتي تحافظ نموذجية زي الفلاحين والأجهزة التي وضعت من الحقبة الاستعمارية؛ الحديثة, المستندة إلى حد كبير في المتغيرات الإقليمية Cocula — ولكن هذا هو إلى حد كبير تغير من عقد الثلاثينات تصبح مظهرا من مظاهر الخاصة بها. إلى منتصف القرن العشرين وصلت إلى البث الوطنية في بلد المنشأ بفضل قبولها في الذوق الشعبي له في غزوة الراديو، التلفزيون، السينما وصناعة التسجيل، لتصبح مع مرور السنين شعبية في العديد من بلدان العالم. الموسيقى والملابس من مرياتي موديرنو هي الأكثر شهرة في جميع أنحاء العالم. موسيقاه كانت تستخدم في المكسيك في أيام العطل الرسمية مثل عيد الأم أو من عذراء غوادالوبي (12 ديسمبر), لم شمل الأسرة، الأطراف ويغني.
بين البلاغ و/أو الأداء من الأغاني مرياتي أهمها: خورخي Negrete, أنطونيو أغيلار، بيدرو إنفانتي، ميغيل Aceves ميخيا، خوسيه ألفريدو خيمينيز، خوان غابرييل، توماس منديز، روبين فوينتيس، جيلبرتو بارا باز، فيسنتي فرنانديز ومانويل Esperón. الزي التقليدي من مريش الحديثة هو كارو الدعوى.